# 올드르지흐 네예들리
올드르지흐 네예들리(체코어: Oldřich Nejedlý, 1909년 12월 26일 ~ 1990년 6월 11일)는 체코의 전 축구 선수로 선수 시절 포지션은 공격수였다.

## 클럽 경력
1931년 AC 스파르타 프라하에 입단한 후 10년 동안 187경기 162골을 터뜨리면서 팀의 1부 리그 4회 우승, 1935년 컵대회 우승에 큰 힘을 실어줬다. 그리고 1942년부터 1946년까지 SK 라코프니크로 이적하여 5시즌동안 38경기 18골을 기록한 후 은퇴를 선언하며 선수 생활을 마감했다.

## 국가대표팀 경력
1931년 국가대표팀에 첫 발탁된 이후 1939년까지 8년 동안 44경기에서 29골을 터뜨렸고 특히 1934년 FIFA 월드컵에서 5골로 대회 득점왕을 차지하면서 팀의 첫 월드컵 준우승에 혁혁한 공을 세웠고 그 다음 대회인 1938년 FIFA 월드컵에서도 2골을 뽑아내며 팀의 8강 진출을 이끌었다.
| 이전 기예르모 스타빌레 | 제2대 FIFA 월드컵 최다 득점자 1934년 | 다음 레오니다스 다 시우바 |